# Мілішівці
Мілішівці, Мілішеуць, Мілішеуці (рум. Milișăuți) — місто у повіті Сучава в Румунії.

## Розташування
Місто знаходиться на відстані 372 км на північ від Бухареста, 24 км на північний захід від Сучави, 138 км на північний захід від Ясс.

## Історія

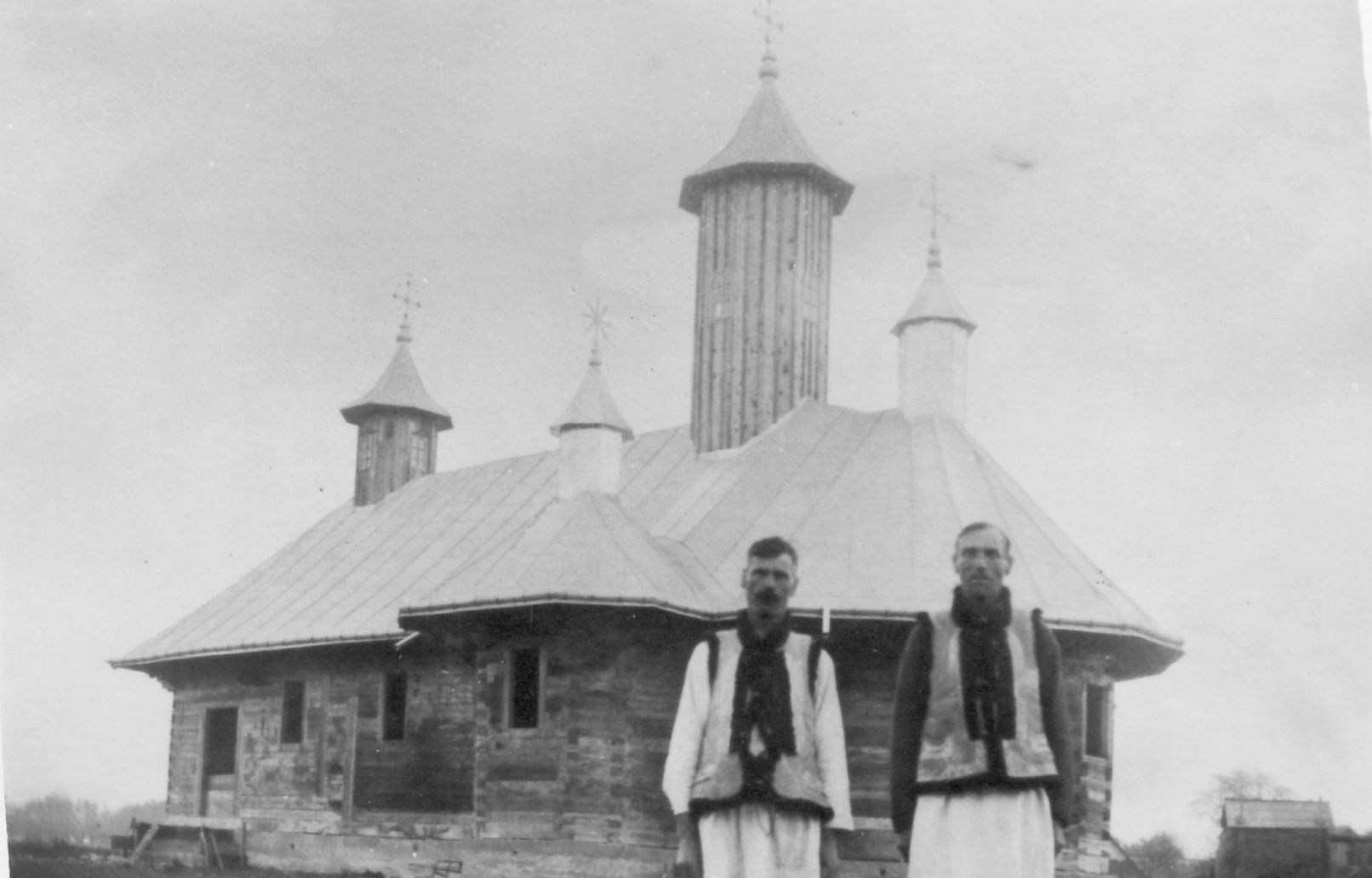
Дерев'яна церква

Давнє українське село південної Буковини — «Милішівці Вищі». За переписом 1900 року в селі «Милішівці Вищі» Радівецького повіту було 645 будинків, проживали 2702 мешканці: 2236 українців, 164 румуни, 204 німці, 80 євреїв, 17 поляків, 1 угорець.
З 1976 по 1996 роки місто носило назву Еміль Боднераш на честь колишнього міністра внутрішніх справ.
20 травня 1996 року комуні повернуто назву Мілішівці.
У 2003 році в комуні Мілішівці був організований референдум щодо надання статусу міста. Законом № 83 від 5 квітня 2004 року комуна Мілішівці оголошена містом.
9 вересня 2006 року в Мілішівцях відбувся перший «Фестиваль солоних огірків», це щорічне свято, на якому проходить виставка основних сезонних сільськогосподарських продуктів (тут щорічно виробляється понад 500 т. солоних огірків)

## Адміністративний устрій
Адміністративно місту підпорядковані такі села (дані про населення за 2002 рік):
- Бедеуць (1464 особи)
- Гара (382 особи)
- Лунка (118 осіб)

## Населення
За даними перепису населення 2002 року у місті проживали 8433 особи.

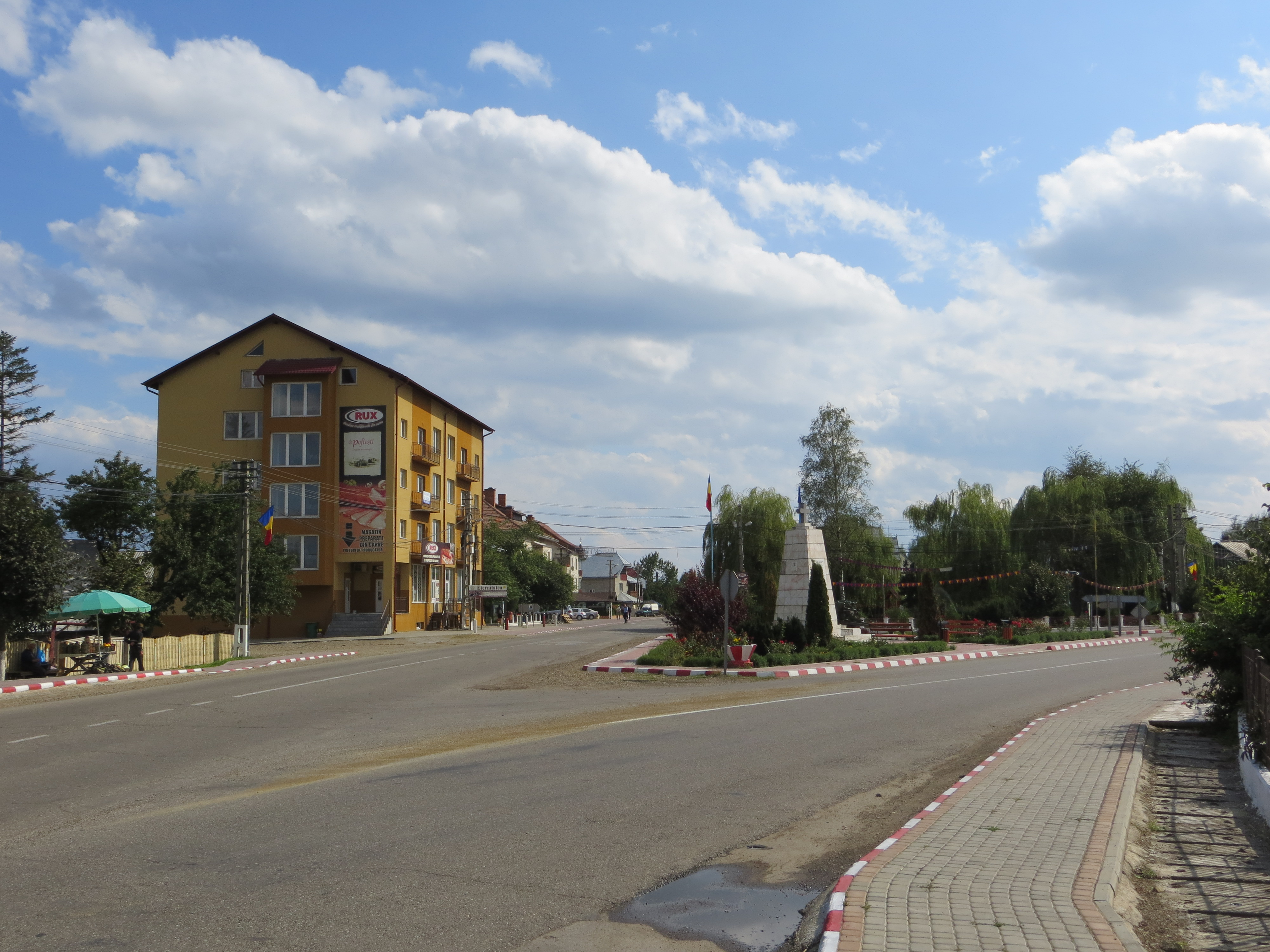
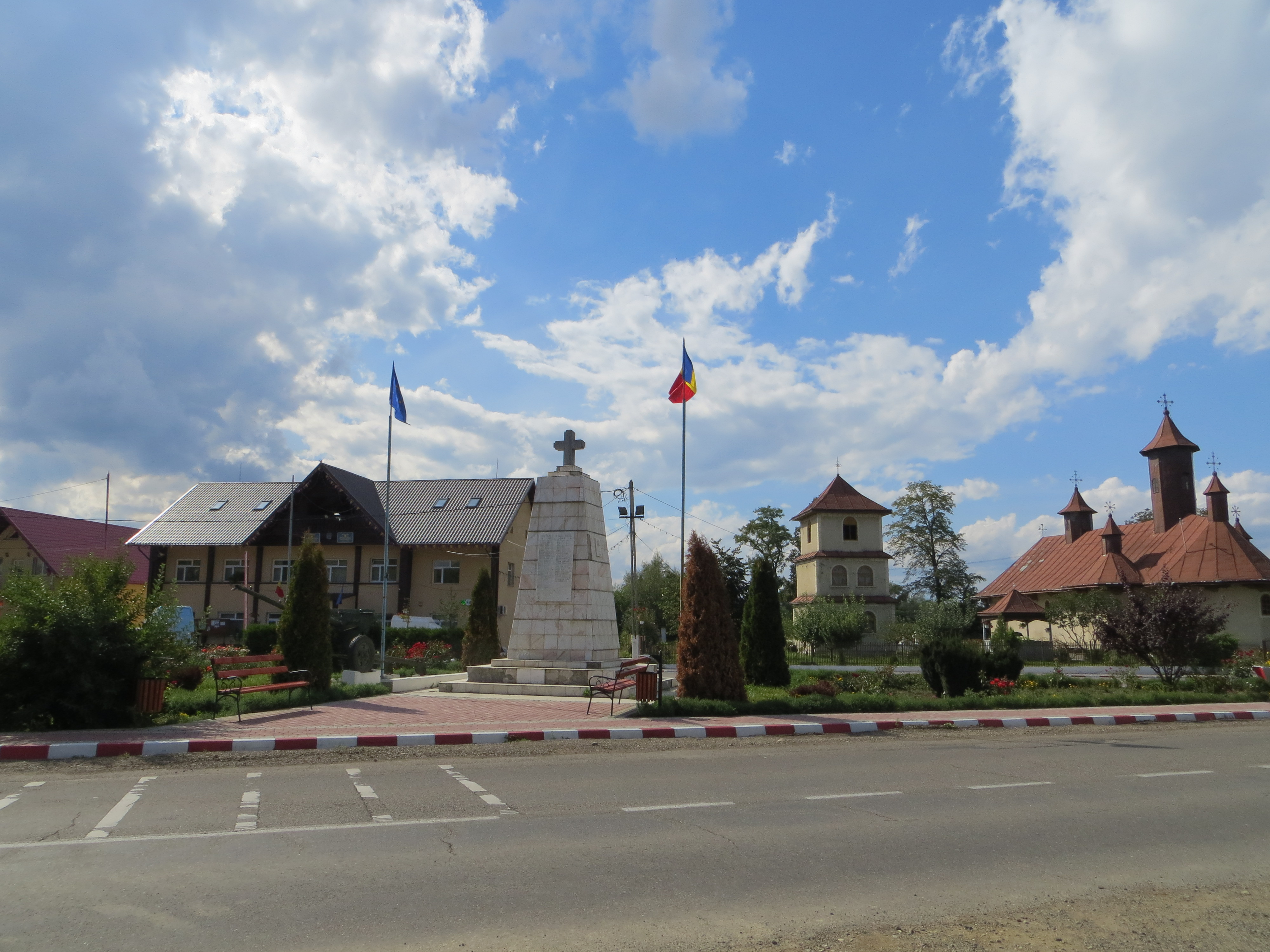
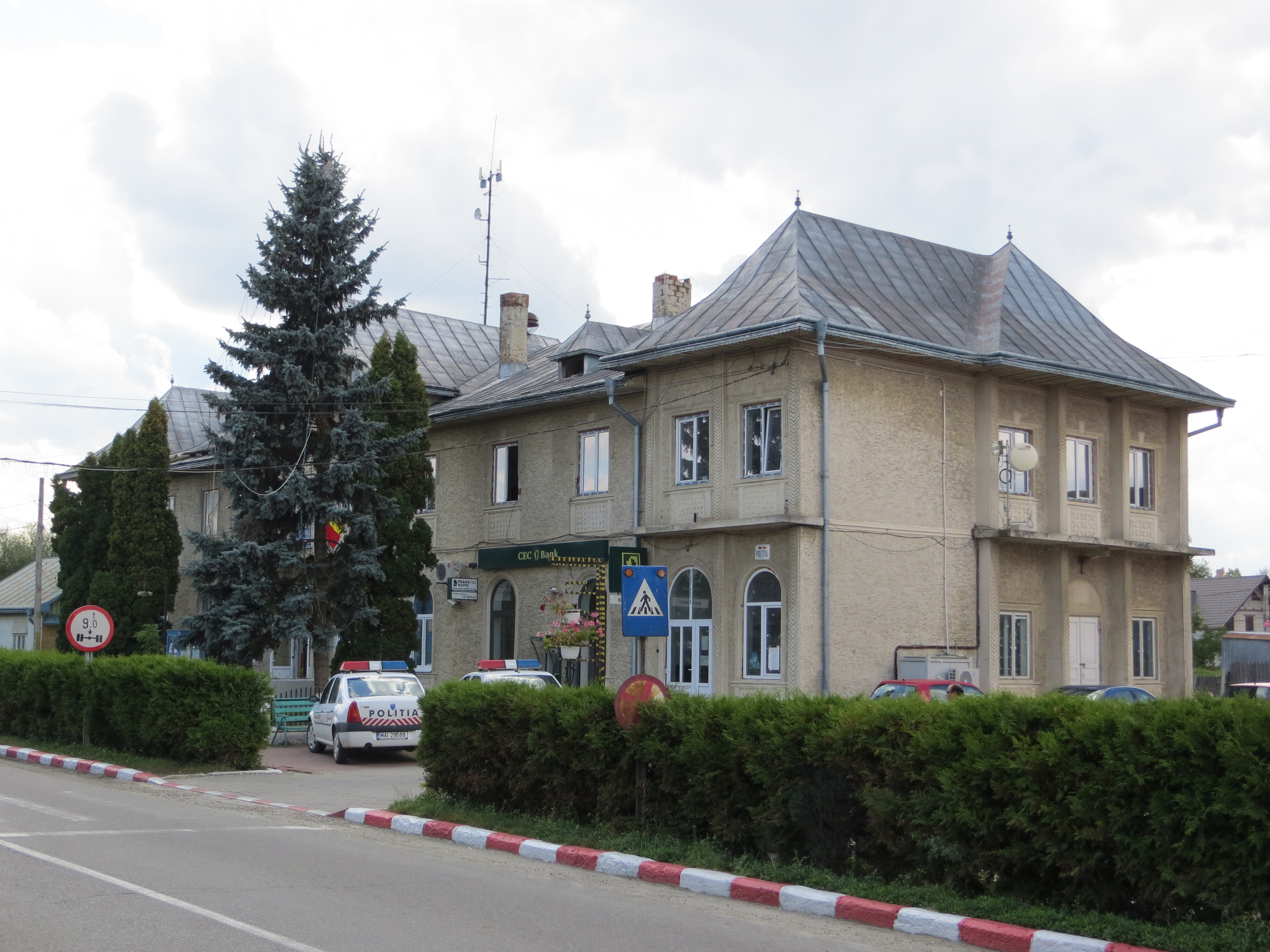
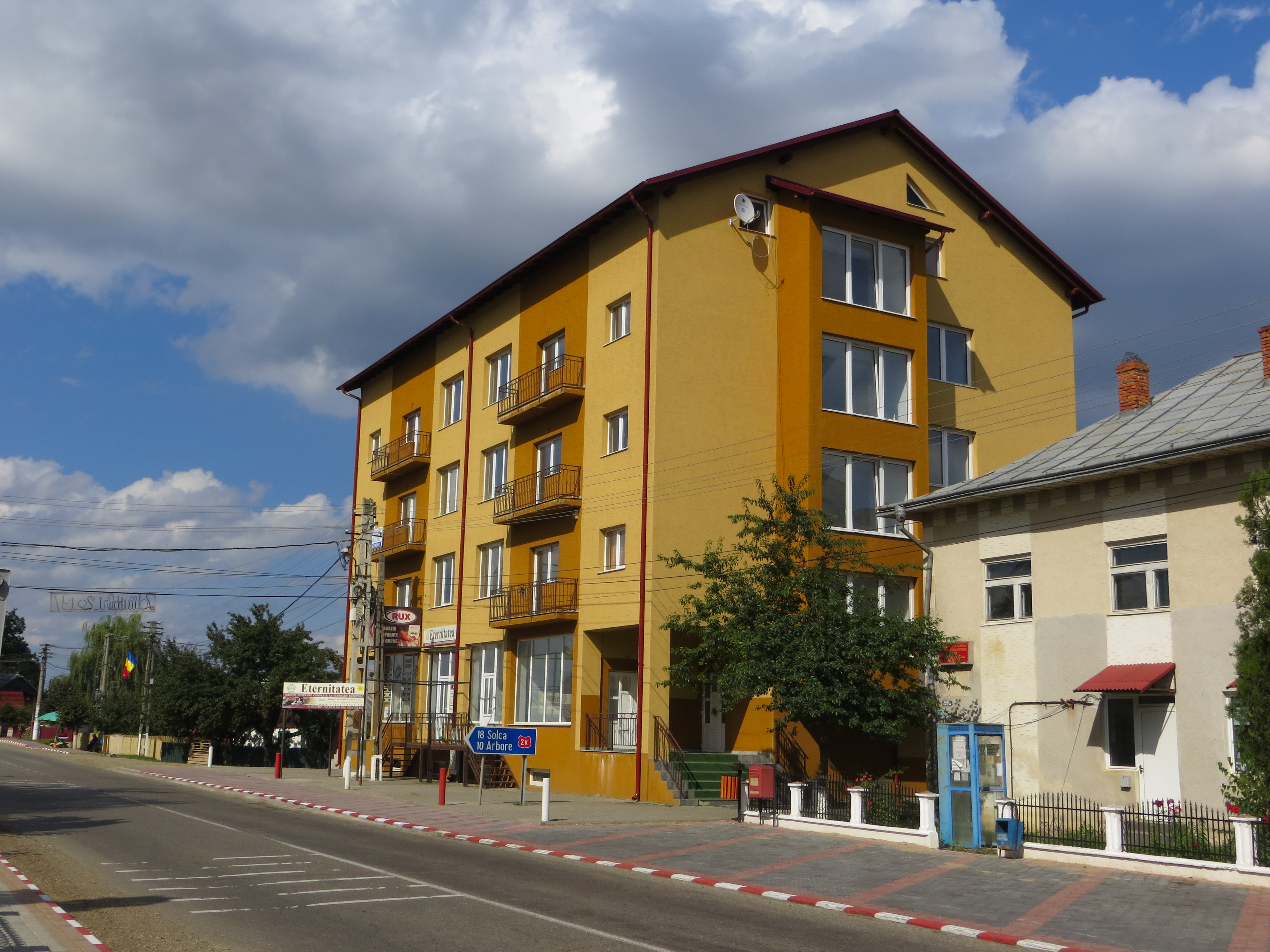
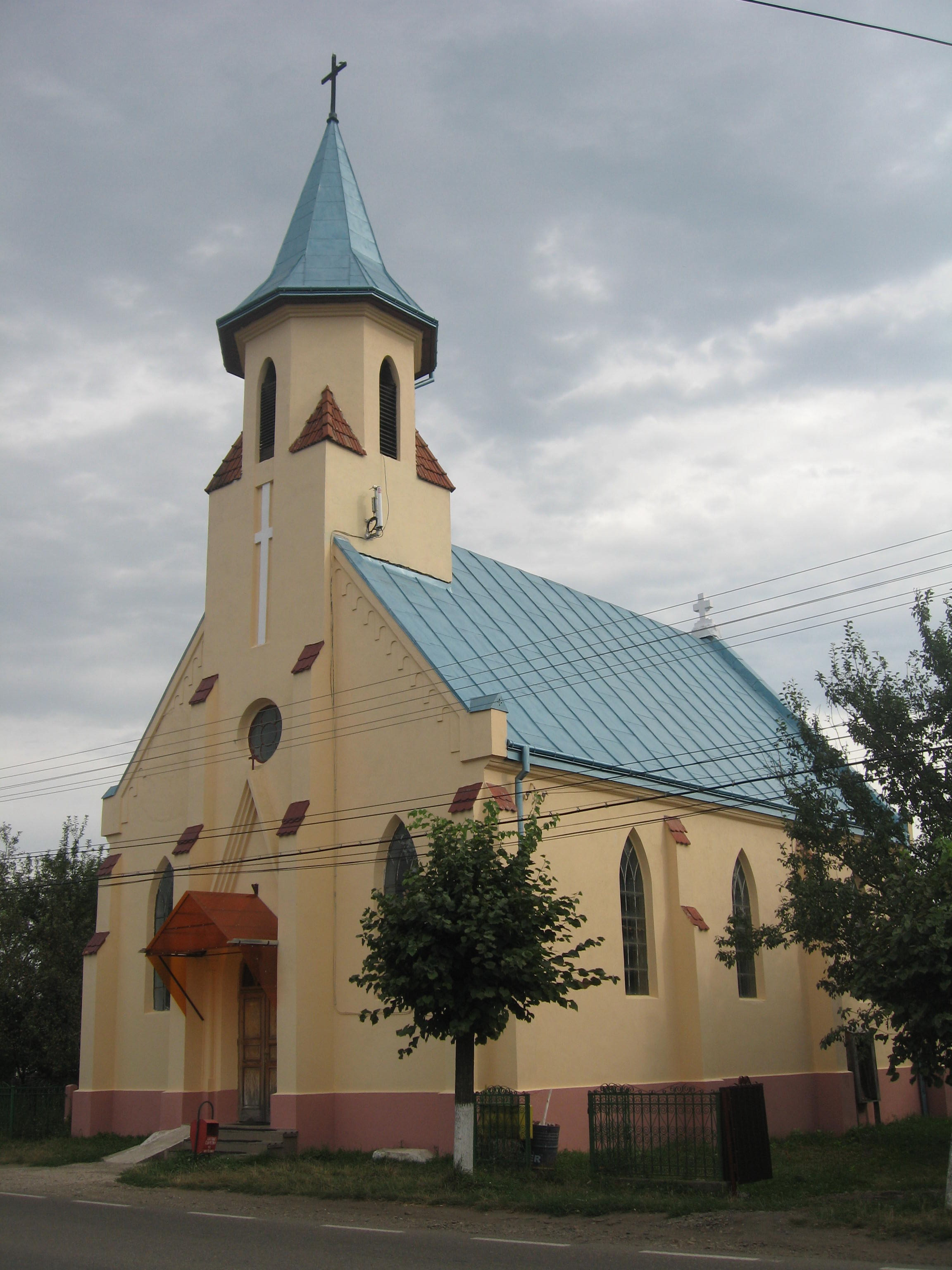
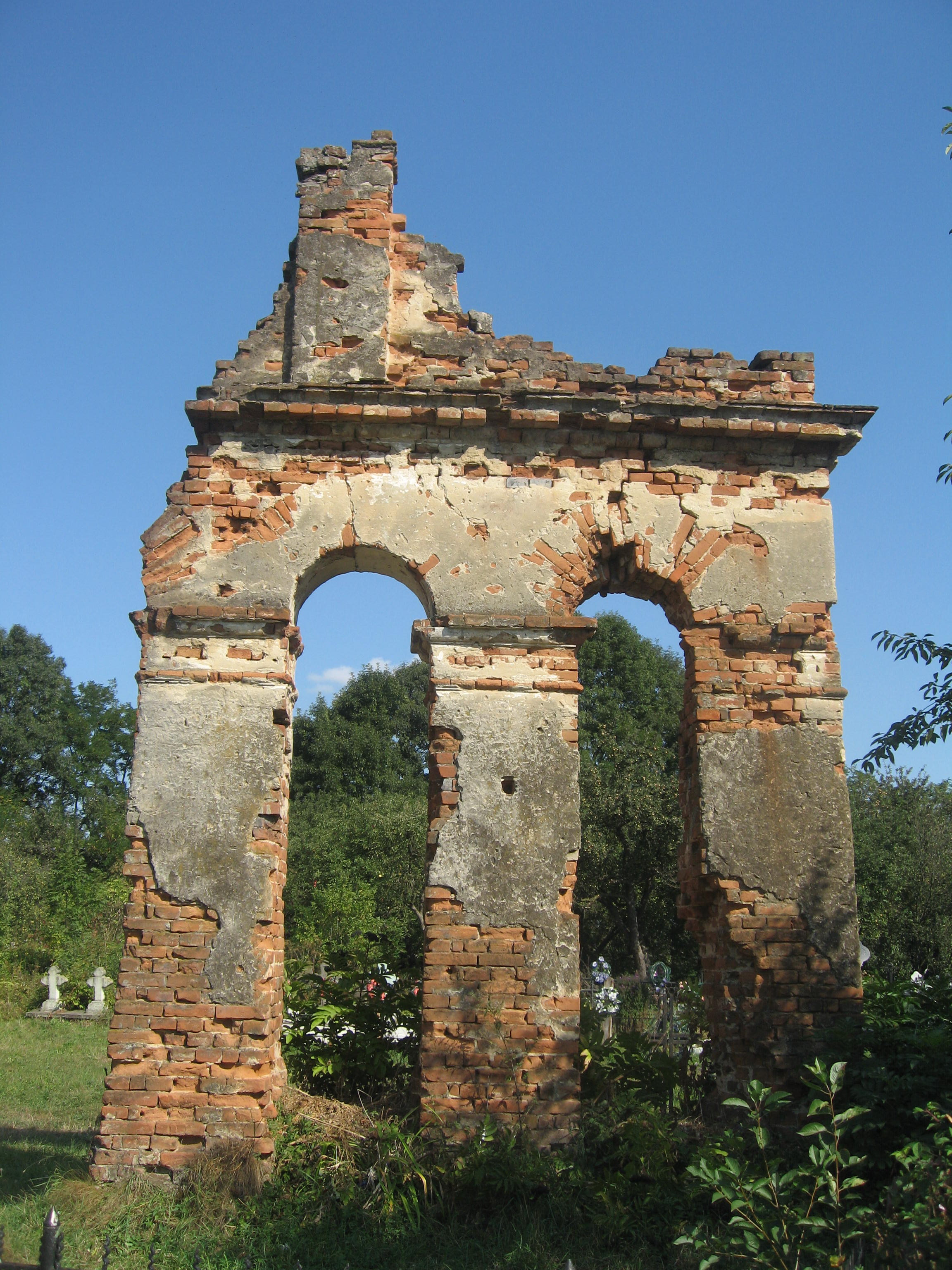

Національний склад населення міста:
| Національність | Кількість осіб | Відсоток |
| -------------- | -------------- | -------- |
| румуни         | 8418           | 99,8 %   |
| німці          | 7              | 0,1 %    |
| українці       | 2              | < 0,1 %  |
| турки          | 2              | < 0,1 %  |
| поляки         | 1              | < 0,1 %  |

Внаслідок румунізації зникають національні меншини у порівнянні з 1930 роком (8,8 % українців, 6,55 % німців, 1,6 % євреїв, 1,15 росіян).
Рідною мовою назвали:
| Мова       | Кількість осіб | Відсоток |
| ---------- | -------------- | -------- |
| румунська  | 8411           | 99,7 %   |
| українська | 16             | 0,2 %    |
| угорська   | 2              | < 0,1 %  |
| німецька   | 1              | < 0,1 %  |
| турецька   | 1              | < 0,1 %  |

Склад населення міста за віросповіданням:
| Релігія            | Кількість осіб | Відсоток |
| ------------------ | -------------- | -------- |
| православні        | 6310           | 74,8 %   |
| п'ятдесятники      | 1598           | 18,9 %   |
| адвентисти         | 504            | 6,0 %    |
| римо-католики      | 6              | 0,1 %    |
| бретрени           | 5              | 0,1 %    |
| мусульмани         | 2              | < 0,1 %  |
| реформати          | 1              | < 0,1 %  |
| не вказали релігію | 1              | < 0,1 %  |